# Italian Open 2019 (теніс)
Відкритий чемпіонат Італії 2019 (також відомий під назвою Rome Masters та Internazionali BNL d'Italia за назвою спонсора) — професійний тенісний турнір, що проходив на відкритих кортах з грунтовим покриттям Foro Italico в Римі (Італія). Це був 76-й за ліком Italian Open. Належав до категорії Мастерс у рамках Туру ATP 2019 і до категорії Premier 5 в рамках Туру WTA 2019. Тривав з 15 до 21 травня 2019 року.

## Очки і призові

### Нарахування очок
| Дисципліна                 | П    | Ф   | ПФ  | ЧФ  | 1/8 | 1/16 | 1/32 | Q   | Q2  | Q1  |
| Чоловіки, одиночний розряд | 1000 | 600 | 360 | 180 | 90  | 45   | 10   | 25  | 16  | 0   |
| Чоловіки, парний розряд    | 1000 | 600 | 360 | 180 | 90  | 0    | Н/Д  | Н/Д | Н/Д | Н/Д |
| Жінки, одиночний розряд    | 900  | 585 | 350 | 190 | 105 | 60   | 1    | 30  | 20  | 1   |
| Жінки, парний розряд       | 900  | 585 | 350 | 190 | 105 | 1    | Н/Д  | Н/Д | Н/Д | Н/Д |

### Призові гроші
| Дисципліна                 | П        | F        | ПФ       | ЧФ       | 1/8     | 1/16    | 1/32    | Q2     | Q1     |
| Чоловіки, одиночний розряд | €958,055 | €484,950 | €248,745 | €128,200 | €64,225 | €33,635 | €18,955 | €7,255 | €3,630 |
| Жінки, одиночний розряд    | €523,858 | €261,802 | €130,774 | €60,240  | €29,866 | €15,330 | €7,879  | €4,385 | €2,256 |
| Чоловіки, парний розряд    | €284,860 | €139,020 | €69,680  | €35,510  | €18,730 | €10,020 | Н/Д     | Н/Д    | Н/Д    |
| Жінки, парний розряд       | €284,860 | €139,020 | €69,680  | €35,510  | €18,730 | €10,020 | Н/Д     | Н/Д    | Н/Д    |

## Учасники основної сітки в рамках чоловічого турніру

### Сіяні учасники
Нижче подано список сіяних гравців. Посів ґрунтується на рейтингу ATP станом на 6 травня 2019. Рейтинг і очки перед наведено на 13 травня 2019.
| Сіяний | Рейтинг | Гравець                | Очки перед | Очки, що захищає | Очки здобуті | Очки після | Підсумок                                         |
| ------ | ------- | ---------------------- | ---------- | ---------------- | ------------ | ---------- | ------------------------------------------------ |
| 1      | 1       | Новак Джокович         | 12,115     | 360              | 600          | 12,355     | Фіналіст,, його переміг Рафаель Надаль [2]       |
| 2      | 2       | Рафаель Надаль         | 7,945      | 1,000            | 1,000        | 7,945      | Чемпіон, — Новак Джокович [1]                    |
| 3      | 3       | Роджер Федерер         | 5,770      | 0                | 180          | 5,950      | чвертьфінал знялись через травму правої ноги     |
| 4      | 5       | Александр Зверєв       | 4,745      | 600              | 10           | 4,155      | 2-ге коло, його переміг Маттео Берреттіні [WC]   |
| 5      | 4       | Домінік Тім            | 4,845      | 10               | 10           | 4,845      | 2-ге коло, його переміг Фернандо Вердаско        |
| 6      | 6       | Кей Нісікорі           | 3,860      | 180              | 180          | 3,860      | чвертьфінал, його переміг Дієго Шварцман         |
| 7      | 9       | Хуан Мартін дель Потро | 3,145      | 90               | 180          | 3,235      | чвертьфінал, його переміг Новак Джокович [1]     |
| 8      | 7       | Стефанос Ціціпас       | 3,790      | 70               | 360          | 4,080      | півфінал, його переміг Рафаель Надаль [2]        |
| 9      | 10      | Марин Чилич            | 3,025      | 360              | 45           | 2,710      | 2-ге коло, його переміг Ян-Леннард Штруфф        |
| 10     | 12      | Фабіо Фоніні           | 2,920      | 180              | 90           | 2,830      | 3 коло, його переміг Стефанос Ціціпас [8]        |
| 11     | 13      | Карен Хачанов          | 2,720      | 10               | 90           | 2,800      | 3 коло, його переміг Фернандо Вердаско           |
| 12     | 14      | Данило Медведєв        | 2,625      | 10               | 10           | 2,625      | 1 коло, його переміг Нік Киріос                  |
| 13     | 15      | Борна Чорич            | 2,445      | 10               | 90           | 2,525      | 3 коло, його переміг Роджер Федерер [3]          |
| 14     | 18      | Ніколоз Басілашвілі    | 1,905      | 70               | 90           | 1,925      | 3 коло, його переміг Рафаель Надаль [2]          |
| 15     | 16      | Гаель Монфіс           | 1,965      | 10               | 10           | 1,965      | 1 коло, його переміг Альберт Рамос Віньйолас [Q] |
| 16     | 19      | Марко Чеккінато        | 1,875      | 45               | 45           | 1,875      | 2-ге коло, його переміг Філіпп Кольшрайбер       |

Гравці, які були б посіяні, якби не знялись з турніру. 
| Рейтинг | Гравець        | Очки перед | Очки, що захищає | Очки після | Причина               |
| ------- | -------------- | ---------- | ---------------- | ---------- | --------------------- |
| 8       | Кевін Андерсон | 3,755      | 10               | 3,745      | травма правого ліктя  |
| 11      | Джон Ізнер     | 2,950      | 10               | 2,940      | Травма лівої ступні   |
| 17      | Мілош Раоніч   | 1,960      | 0                | 1,960      | Травма правого коліна |

### Інші учасники
Нижче наведено учасників, які отримали вайлд-кард на участь в основній сітці:
- Andrea Basso
- Маттео Берреттіні
- Яннік Сіннер
- Lorenzo Sonego

Учасниця, що потрапила в основну сітку завдяки захищеному рентингові:
- Жо-Вілфрід Тсонга

Нижче наведено гравців, які пробились в основну сітку через стадію кваліфікації:
- Ден Еванс
- Тейлор Фріц
- Йосіхіто Нісіока
- Cameron Norrie
- Бенуа Пер
- Альберт Рамос Віньйолас
- Каспер Рууд

### Відмовились від участі
До початку турніру
- Кевін Андерсон → його замінив  Михайло Кукушкін
- Джон Ізнер → його замінив  Раду Албот
- Мілош Раоніч → його замінив  Ян-Леннард Штруфф

Під час турніру
- Роджер Федерер

## Учасники основної сітки в парному розряді

### Сіяні пари
| Країна          | Гравець               | Країна        | Гравець       | Рейтинг1 | Сіяний |
| --------------- | --------------------- | ------------- | ------------- | -------- | ------ |
| Польща          | Лукаш Кубот           | Бразилія      | Марсело Мело  | 11       | 1      |
| Велика Британія | Джеймі Маррей         | Бразилія      | Бруно Соарес  | 17       | 2      |
| Колумбія        | Хуан Себастьян Кабаль | Колумбія      | Роберт Фара   | 20       | 3      |
| Хорватія        | Нікола Мектич         | Хорватія      | Франко Шкугор | 23       | 4      |
| Австрія         | Олівер Марах          | Хорватія      | Мате Павич    | 25       | 5      |
| ПАР             | Равен Класен          | Нова Зеландія | Майкл Венус   | 29       | 6      |
| США             | Боб Браян             | США           | Майк Браян    | 31       | 7      |
| Фінляндія       | Генрі Контінен        | Австралія     | Джон Пірс     | 35       | 8      |

- Рейтинг подано станом на 6 травня 2019.

### Інші учасники
Нижче наведено пари, які отримали вайлдкард на участь в основній сітці:
- Filippo Baldi /  Andrea Pellegrino
- Сімоне Болеллі /  Андреас Сеппі
- Марко Чеккінато /  Lorenzo Sonego

Наведені нижче пари отримали місце як заміна:
- Остін Крайчек /  Артем Сітак

### Відмовились від участі
До початку турніру
- Фабіо Фоніні
- Люка Пуй

Під час турніру
- Дієго Шварцман

## Учасниці основної сітки в рамках жіночого турніру

### Сіяні пари
| Країна     | Гравчиня            | Рейтинг1 | Сіяна |
| ---------- | ------------------- | -------- | ----- |
| Японія     | Наомі Осака         | 1        | 1     |
| Чехія      | Петра Квітова       | 2        | 2     |
| Румунія    | Сімона Халеп        | 3        | 3     |
| Чехія      | Кароліна Плішкова   | 5        | 4     |
| Україна    | Еліна Світоліна     | 6        | 5     |
| Нідерланди | Кікі Бертенс        | 7        | 6     |
| США        | Слоун Стівенс       | 8        | 7     |
| Австралія  | Ешлі Барті          | 9        | 8     |
| Білорусь   | Арина Соболенко     | 10       | 9     |
| США        | Серена Вільямс      | 11       | 10    |
| Данія      | Каролін Возняцкі    | 12       | 11    |
| Латвія     | Анастасія Севастова | 13       | 12    |
| США        | Медісон Кіз         | 14       | 13    |
| Естонія    | Анетт Контавейт     | 15       | 14    |
| КНР        | Ван Цян             | 16       | 15    |
| Німеччина  | Юлія Гергес         | 17       | 16    |

- Рейтинг подано станом на 6 травня 2019.

### Інші учасниці
Нижче наведено учасниць, які отримали вайлд-кард на участь в основній сітці:
- Вікторія Азаренко
- Elisabetta Cocciaretto
- Сара Еррані
- Джасмін Паоліні
- Вінус Вільямс

Нижче наведено гравчинь, які пробились в основну сітку через стадію кваліфікації:
- Мона Бартель
- Ірина-Камелія Бегу
- Алізе Корне
- Полона Герцог
- Крістіна Младенович
- Ребекка Петерсон
- Марія Саккарі
- Тамара Зіданшек

Як щасливий лузер в основну сітку потрапили такі гравчині:
- Аманда Анісімова

### Відмовились від участі
До початку турніру
- Б'янка Андрееску → її замінила  Джоанна Конта
- Каміла Джорджі → її замінила  Барбора Стрицова
- Анджелік Кербер → її замінила  Алісон Ріск
- Марія Шарапова → її замінила  Вікторія Кужмова
- Донна Векич → її замінила  Аманда Анісімова

Під час турніру
- Наомі Осака (right травма долоні)
- Серена Вільямс (травма лівого коліна)

### Знялись
- Алізе Корне (right травма стегна)
- Юлія Гергес (right травма стегна)
- Петра Квітова (left calf injury)
- Гарбінє Мугуруса (травма лівого стегна)
- Олена Остапенко (вірусне захворювання)
- Каролін Возняцкі (left lower leg injury)

## Учасниці основної сітки в парному розряді

### Сіяні пари
| Країна            | Гравчиня             | Країна            | Гравчиня          | Рейтинг1 | Сіяна |
| ----------------- | -------------------- | ----------------- | ----------------- | -------- | ----- |
| Чехія             | Барбора Крейчикова   | Чехія             | Катерина Сінякова | 3        | 1     |
| США               | Ніколь Мелічар       | Чехія             | Квета Пешке       | 25       | 2     |
| Австралія         | Саманта Стосур       | КНР               | Ч Шуай            | 28       | 3     |
| Бельгія           | Елісе Мертенс        | Білорусь          | Арина Соболенко   | 29       | 4     |
| Китайський Тайбей | Сє Шувей             | Чехія             | Барбора Стрицова  | 30       | 5     |
| Канада            | Габріела Дабровскі   | КНР               | Сюй Їфань         | 30       | 6     |
| Китайський Тайбей | Чжань Хаоцін         | Китайський Тайбей | Латіша Чжань      | 32       | 7     |
| Німеччина         | Анна-Лена Гренефельд | Нідерланди        | Демі Схюрс        | 35       | 8     |

- Рейтинг подано станом на 6 травня 2019.

### Інші учасниці
Нижче наведено пари, які отримали вайлдкард на участь в основній сітці:
- Дебора К'єза /  Джасмін Паоліні
- Сара Еррані /  Мартіна Тревізан
- Анастасія Гримальська /  Giorgia Marchetti

### Відмовились від участі
Під час турніру
- Анастасія Павлюченкова (unspecified reasons)

## Переможці та фіналісти

### Одиночний розряд, чоловіки
- Рафаель Надаль —  Новак Джокович, 6–0, 4–6, 6–1

### Одиночний розряд, жінки
- Кароліна Плішкова —  Джоанна Конта, 6–3, 6–4

### Парний розряд, чоловіки
- Хуан Себастьян Кабаль /  Роберт Фара —  Равен Класен /  Майкл Венус, 6–1, 6–3

### Парний розряд, жінки
- Вікторія Азаренко /  Ешлі Барті —  Анна-Лена Гренефельд /  Демі Схюрс, 4–6, 6–0, [10–3]